# Thomas Müller (Komponist)
Alfred Thomas Müller (* 12. Januar 1939 in Leipzig) ist ein deutscher Dirigent, Komponist und Pianist.

## Leben
Thomas Müller stammt aus Leipzig. Er studierte von 1957 bis 1961 Klavier bei Elfriede Clemen, Komposition bei Johannes Paul Thilman und Dirigieren bei Ernst Hintze an der Hochschule für Musik Carl Maria von Weber Dresden.
Er war von 1962 bis 1965 Solorepetitor an der Deutschen Staatsoper in Berlin. Es folgten Engagements als Studienleiter und Kapellmeister an den Theatern in Halberstadt, Stralsund und Wittenberg in den Jahren 1965 bis 1969. Von 1969 bis 1975 arbeitete er als Studienleiter und Zweiter Kapellmeister am Landestheater Halle. Er war in der Zeit von 1975 bis 1977 Musikalischer Oberleiter am Thomas-Müntzer-Theater in Eisleben.
Im Anschluss wurde er Meisterschüler für Komposition bei Gerhard Wohlgemuth an der Akademie der Künste in Berlin. Von 1980 bis 1982 war er musikalischer Leiter der Schauspielmusik am Theater der Jungen Garde in Halle. In den 1980er Jahren war er überwiegend als freischaffender Komponist und Pianist in Halle tätig. Von 1978 bis 1989 hatte er eine nebenberufliche Lehrtätigkeit an der Komponistenklasse Halle inne. Er war von 1989 bis 2004 Dirigent und künstlerischer Leiter des Ensembles Konfrontation und der Konzertreihe „Neue Musik“ beim Philharmonischen Staatsorchester Halle. Ferner dirigierte er u. a. die Gruppe Neue Musik Hanns Eisler, das Berliner Sinfonieorchester und das „Forum Neue Musik“ des MDR-Sinfonieorchesters. Von 1997 bis 2003 war er außerdem Lehrbeauftragter am Institut für Musik der Otto-von-Guericke-Universität Magdeburg, wo er Vorträge über die „Strukturen in der Musik des 20. Jahrhunderts“ hielt.
Konzertreisen und Vorträge führten ihn noch vor der Wende in die Bundesrepublik Deutschland, die Sowjetunion und die Tschechoslowakei. Seine Werke wurden u. a. bei den Donaueschinger Musiktagen, dem Prager Frühling, dem Festival International de Musica Contemporanea Alicante, der Musik-Biennale Berlin und dem Festival für neue Musik ECLAT Stuttgart aufgeführt. Stilistisch steht er in der Nachfolge Anton Weberns, Giacinto Scelsis und Edgar Varèses. Müller ist Vorsitzender der Gesellschaft für Neue Musik Sachsen-Anhalt e. V. in Halle.

## Familie
Thomas Müller war ab 1985 mit der Sängerin Eva Hassbecker (1932–1998) verheiratet. Er ist der Stiefvater des Rockgitarristen Uwe Hassbecker, des leiblichen Sohns des Dirigenten Herbert Kegel.

## Preise
- 1961: Carl-Maria-von-Weber-Preis der Stadt Dresden (als Pianist)
- 1988: Händelpreis des Bezirkes Halle
- 1998: Musik-Preis Sachsen-Anhalt

## Werke (Auswahl)

### Orchester und Kammerensemble
- flares (1979/80)
- picture for orchestra (1983/84)
- Spuren (1986)
- Epiphanie (1993/94)
- Entasis II (2001)
- Scheidt-Adaptionen (1991)

### Soloinstrumente mit Orchester
- Konzert für Klavier und Kammerorchester (1984)

### Chor
- Motette (2003)

### Orgel
- credo quia absurdum (1991)

### Kammermusik
- Streichquartett Nr. 1 (1973/74)
- Streichquartett Nr. 2 (1976/77)
- Konzentrationen (1981)
- Einblicke – Ausblicke (1982)
- Proteus (1985)
- Maqam (1987)
- Kalamos (1990)
- Drei Fragmente (1975/1993)
- Streichquartett Nr. 3 (1993)
- Ataraxia (1997/98)
- Entasis I (2000)
- Der Himmer berührt die Erde (2002)

### Soloinstrumente
- Profile (1978)
- Solo mit Händel (1986)
- Die Posaunen der sieben Engel (1987)
- Vibrationen (1987)
- tuba sola (1989)
- Anamesis (1990)
- Correspondance (1992)
- Calls (1992)
- Fatum (1995)
- Paian (1996)
- Vier Gesänge nach Rimbaud (1981)
- Altjapanische Gesänge (1995/96)
- Canticum cecebratio (1994)
- DEUTSCHLAND – Ein Wintermärchen (1995)
- Hommage a la Femme (2002)